# Ґлембочек (Західнопоморське воєводство)
Ґлембочек (пол. Głęboczek, нім. Winkel) — село в Польщі, у гміні Чаплінек Дравського повіту Західнопоморського воєводства.
Населення — 41 особа (2011).
У 1975-1998 роках село належало до Кошалінського воєводства.

## Демографія
Демографічна структура станом на 31 березня 2011 року:
|          | Загалом | Допрацездатний вік | Працездатний вік | Постпрацездатний вік |
| -------- | ------- | ------------------ | ---------------- | -------------------- |
| Чоловіки | 20      | 4                  | 14               | 2                    |
| Жінки    | 21      | 1                  | 16               | 4                    |
| Разом    | 41      | 5                  | 30               | 6                    |